# Klein Bajohren (Kreis Preußisch Eylau)
Klein Bajohren war ein kleiner Ort im Kreis Preußisch Eylau in Ostpreußen. Seine Ortsstelle gehört heute zum Munizipalkreis Rajon Bagrationowsk (Stadtkreis Preußisch Eylau) in der russischen Oblast Kaliningrad (Gebiet Königsberg (Preußen)).

## Geographische Lage
Die Ortsstelle Klein Bajohrens liegt im südlichen Westen der Oblast Kaliningrad, 21 Kilometer nordwestlich der einstigen Kreis- und heutigen Rajonshauptstadt Preußisch Eylau (russisch Bagrationowsk).

## Geschichte
Bei Klein Bajohren handelt es sich um einen alten Siedlungsort, der aber erst 1808 (neu) gegründet wurde. Er war nach Tharau (heute russisch Wladimirowo) eingemeindet.
Im Jahre 1907 brannte Klein Bajohren ab und wurde nicht mehr neu aufgebaut. So wurde der Ort bereits in deutscher Zeit aufgegeben. Heute gilt er – ohne einen russischen Namen oder eine Zugehörigkeit zu einem Dorfsowjet – als untergegangen. Seine nicht mehr erkennbare Ortsstelle liegt im Rajon Bagrationowsk der Oblast Kaliningrad in Russland.

## Kirche
Klein Bajohren war in der Zeit seines Bestehens in das Kirchspiel der evangelischen Kirche in Tharau eingepfarrt. Sie gehörte zur Kirchenprovinz Ostpreußen der Kirche der Altpreußischen Union.

## Verkehr
Die heute nicht mehr wahrnehmbare Ortsstelle von Klein Bajohren liegt zwischen Wladimirowo (Tharau) und Maiskoje (Groß Bajohren) und ist über Landwege zu erreichen. 